# سبه
سبه، روستایی است از توابع بخش شامکان و در شهرستان ششتمد استان خراسان رضوی ایران.
یکی از مناطق اصلی زعفران خیز سبزوار بوده و سالانه حدود یک تن زعفران توسط کشاورزان این محل تولید می‌گردد. دامداری نیز در این منطقه رونق خوبی دارد. از دیگر محصولات کشاورزی این منطقه می‌توان هندوانه و گندم آبی و دیم را نام برد.
در شش کلیو متری جنوب این روستا معدن مسی (اندیس مس شیربر پایین) در سال ۱۹۹۵ کشف شده که هم‌اکنون استخراج آن آغاز گردیده‌است. در دو کیلومتری جنوب شرقی این روستا چشمه آب گرمی است که در ادامه چشمه آبگرم فردوس می‌باشد.

## جمعیت
این روستا در دهستان ربع شامات قرار داشته و بر اساس سرشماری سال ۱۳۹۰ جمعیت آن ۴۰۵ نفر (۱۱۲ خانوار) بوده‌است.